# Martha Mendoza
Martha Mendoza est une journaliste américaine travaillant pour l'Associated Press qui a gagné deux prix Pulitzer.      

## Jeunesse et carrière
Mendoza est diplômée de l'Université de Californie à Santa Cruz en 1988. Elle a commencé à travailler comme reporter à l'échelle nationale à l'Associated Press en 1995 et a couvert des sujets allant de la traite des êtres humains à la sécurité informatique. 
En 2001, elle a été boursière John S. Knight en journalisme à l'université de Stanford et professeur Ferris de sciences humaines à l'université de Princeton en 2007.  Elle a enseigné au programme de communication scientifique de l'Université de Californie à Santa Cruz pendant plus de dix ans.

## Prix Pulitzer
Mendoza a gagné son premier prix Pulitzer en 2000 pour avoir révélé le massacre de civils coréens par des soldats américains pendant la guerre de Corée. 
Elle a gagné son second prix Pulitzer en 2016 pour ses reportages sur l'esclavage dans l'industrie de la pêche en Asie,. Ceux-ci ont permis de libérer plus de 2 000 pêcheurs esclaves et ont incité le Congrès américain et la Maison Blanche à prendre des mesures.